# Robert J. Schiffer
Robert J. Schiffer est un maquilleur américain né le 4 septembre 1916 à Seattle (Washington) et mort le 26 avril 2005 à Los Angeles (Californie).

## Filmographie
- 1949 : South of Death Valley (it)
- 1950 : The Torch
- 1950 : On the Isle of Samoa
- 1950 : Rookie Fireman
- 1951 : La Corrida de la peur
- 1951 : Les Maudits du château-fort
- 1951 : Les Pirates de la Floride
- 1951 : Mort d'un commis voyageur de László Benedek
- 1953 : Salomé
- 1954 : Bronco Apache
- 1954 : The Mickey Rooney Show (série télévisée, 1 épisode, superviseur maquillage)
- 1954 : Vera Cruz
- 1955 : Marty
- 1955 : En quatrième vitesse
- 1955 : L'Homme du Kentucky
- 1956 : Au cœur de la tempête
- 1956 : Attaque! (Attack) de Robert Aldrich
- 1957 : Meurtrière ambition
- 1957 : La Nuit des maris
- 1957 : Fury at Showdown (en)
- 1957 : Le Grand Chantage
- 1957 : Quarante tueurs
- 1957 : Le Fantastique Homme colosse
- 1959 : The David Niven Show (série télévisée, 1 épisode)
- 1959 : L'Homme à la carabine (série télévisée, 1 épisode)
- 1959 : Black Saddle (série télévisée, 9 épisodes)
- 1960 : Elmer Gantry le charlatan
- 1961 : Le Temps du châtiment
- 1961 : Jugement à Nuremberg
- 1962 : Le Prisonnier d'Alcatraz
- 1962 : Qu'est-il arrivé à Baby Jane ?
- 1962 : Freud, passions secrètes
- 1963 : Quatre du Texas
- 1964 : Les Trois Soldats de l'aventure
- 1965 : Sur la piste de la grande caravane
- 1966 : Les Professionnels
- 1967 : Oh Dad, Poor Dad, Mamma's Hung You in the Closet and I'm Feelin' So Sad (superviseur maquillage)
- 1967 : How to Succeed in Business Without Really Trying
- 1968 : Le Démon des femmes
- 1969 : Un château en enfer
- 1969 : Secrets of the Pirates' Inn (téléfilm)
- 1969 : L'Ordinateur en folie
- 1970 : Menace on the Mountain (es) (téléfilm)
- 1970 : Du vent dans les voiles
- 1970 : Le Pays sauvage
- 1971 : Un singulier directeur
- 1971 : Scandalous John
- 1971 : La Cane aux œufs d'or
- 1971 : L'Apprentie sorcière
- 1972 : Les Aventures de Pot-au-Feu
- 1972 : Napoléon et Samantha
- 1972 : Pas vu, pas pris
- 1972 : 3 Étoiles, 36 Chandelles
- 1973 : Mystery in Dracula's Castle (téléfilm)
- 1973 : Nanou, fils de la Jungle
- 1973 : Charley et l'Ange
- 1973 : Un petit Indien (One Little Indian) de Bernard McEveety
- 1974 : The Whiz Kid and the Mystery at Riverton (téléfilm)
- 1974 : Hog Wild (téléfilm)
- 1974 : Le Nouvel Amour de Coccinelle (Herbie Rides Again) de Robert Stevenson
- 1974 : Mes amis les ours (The Bears and I)
- 1974 : Un cowboy à Hawaï
- 1974 : Return of the Big Cat (téléfilm)
- 1974 : L'Île sur le toit du monde
- 1975 : L'Homme le plus fort du monde
- 1975 : La Montagne ensorcelée
- 1975 : Le Gang des chaussons aux pommes
- 1976 : The Whiz Kid and the Carnival Caper (téléfilm)
- 1976 : La Folle Escapade (No Deposit, No Return)
- 1976 : The Flight of the Grey Wolf (téléfilm)
- 1976 : Le Trésor de Matacumba
- 1976 : Gus
- 1976 : Un candidat au poil
- 1976 : Un vendredi dingue, dingue, dingue
- 1977 : The New Mickey Mouse Club (série télévisée, 1 épisode)
- 1977 : La Coccinelle à Monte-Carlo
- 1977 : Peter et Elliott le dragon
- 1978 : Les Visiteurs d'un autre monde
- 1978 : Child of Glass (téléfilm)
- 1978 : Le Chat qui vient de l'espace
- 1978 : Tête brûlée et pied tendre (Hot Lead and Cold Feet) de Robert Butler
- 1979 : The North Avenue Irregulars
- 1979 : Le Retour du gang des chaussons aux pommes (The Apple Dumpling Gang Rides Again) de Vincent McEveety
- 1979 : Le Trou noir (superviseur maquillage)
- 1980 : Une nuit folle, folle (Midnight Madness)
- 1980 : The Kids Who Knew Too Much (téléfilm)
- 1980 : La Coccinelle à Mexico (superviseur maquillage)
- 1980 : Le Dernier Vol de l'arche de Noé (superviseur maquillage)
- 1980 : The Ghosts of Buxley Hall (en) (téléfilm)
- 1981 : Max et le Diable (superviseur maquillage)
- 1981 : Amy (superviseur maquillage)
- 1981 : Condorman (superviseur maquillage)
- 1982 : Tales of the Apple Dumpling Gang (téléfilm)
- 1982 : The Adventures of Pollyanna (téléfilm)
- 1982 : Tron (superviseur maquillage)
- 1982 : Tex (superviseur maquillage)
- 1983 : La Foire des ténèbres (conception) de Jack Clayton
- 1984 : Splash (superviseur maquillage)
- 1984 : Les Moissons de la colère (superviseur maquillage)
- 1984 : Frankenweenie (court métrage)
- 1985 : Baby : Le Secret de la légende oubliée
- 1985 : Les Aventuriers de la 4e dimension (superviseur maquillage)